# Lothar Kreimendahl
Lothar Kreimendahl (* 1949 in Wuppertal) ist ein deutscher Philosoph. Seine Forschungsschwerpunkte sind die Philosophie der Neuzeit, der britische Empirismus (David Hume), die deutsche (Christian Wolff, Alexander Gottlieb Baumgarten) und die französische Aufklärung (Pierre Bayle) sowie Kants Transzendentalphilosophie, die er genetisch untersucht, weshalb er auch den sogenannten vorkritischen Schriften große Aufmerksamkeit schenkt. Kreimendahl bemüht sich zudem um eine philosophiehistorisch angemessene Interpretation von Mozarts musikdramatischem Werk im Geist der Aufklärung.

## Leben
1981 wurde Kreimendahl mit der Dissertation Humes verborgener Rationalismus promoviert. 1990 wurde er mit der Schrift Kant. Der Durchbruch von 1769 habilitiert. Mit seinem Bochumer Lehrer Günter Gawlick verbindet ihn eine jahrzehntelange Zusammenarbeit. Von 1995 bis 2017 war er Ordinarius für Philosophie an der Universität Mannheim, an der er von 2005 bis 2014 die Arbeitsstelle Lambert-Edition leitete. In Zusammenarbeit mit Norbert Hinske, Michael Oberhausen und anderen Forschern der Universität Trier arbeitete er an der Universität Mannheim am Kant-Index.

## Werke

### Monographien
- Humes verborgener Rationalismus, Berlin / New York 1982.
- mit Günter Gawlick: Hume in der deutschen Aufklärung. Umrisse einer Rezeptionsgeschichte, Stuttgart-Bad Cannstatt 1987.
- Kant. Der Durchbruch von 1769, Köln 1990.

- Hauptwerke der Philosophie: Rationalismus und Empirismus, Stuttgart 1994 (Reihe »Interpretationen«).

- »Die Kirche ist mir ein Greuel«. Studien zur Religionsphilosophie David Humes, Würzburg 2012.

### Herausgeberschaften
- Étienne Bonnot de Condillac: Abhandlung über die Empfindungen, herausgegeben von Lothar Kreimendahl, Hamburg 1983.
- Christian Wolff: Discursus praeliminaris de philosophia in genere. Einleitende Abhandlung über Philosophie im allgemeinen, übersetzt, eingeleitet und herausgegeben von Lothar Kreimendahl und Günter Gawlick, Stuttgart-Bad Cannstatt 1996.
- David Hume: Die Naturgeschichte der Religion. Über Aberglaube und Schwärmerei. Über die Unsterblichkeit der Seele. Über Selbstmord, herausgegeben von Lothar Kreimendahl, Hamburg 1999.
- Philosophen des 17. Jahrhunderts. Eine Einführung, herausgegeben von Lothar Kreimendahl, Darmstadt 1999.
- Philosophen des 18. Jahrhunderts. Eine Einführung, herausgegeben von Lothar Kreimendahl, Darmstadt 2000.
- Pierre Bayle: Historisches und kritisches Wörterbuch. Eine Auswahl, übersetzt und herausgegeben von Günter Gawlick und Lothar Kreimendahl, Hamburg 2003.
- Aufklärung, Band 15. Arkanwelten im politischen Kontext, herausgegeben von Lothar Kreimendahl, Hamburg 2003.
- Aufklärung, Band 16, Die Philosophie in Pierre Bayles »Dictionnaire historique et critique«, herausgegeben von Lothar Kreimendahl, Hamburg 2004.
- Christian Wolff: Einleitende Abhandlung über Philosophie im allgemeinen, übersetzt, eingeleitet und herausgegeben von Lothar Kreimendahl und Günter Gawlick, Stuttgart-Bad Cannstatt 2005.
- Aufklärung, Band 17, herausgegeben von Lothar Kreimendahl, Hamburg 2005.
- Aufklärung, Band 18: John Locke. Aspekte seiner theoretischen und praktischen Philosophie, herausgegeben von Lothar Kreimendahl, Hamburg 2006.
- Pierre Bayle: Historisches und kritisches Wörterbuch. Zweiter Teil der Auswahl, übersetzt und herausgegeben von Günter Gawlick und Lothar Kreimendahl, Hamburg 2006.
- Alexander Gottlieb Baumgarten: Metaphysica / Metaphysik, übersetzt, eingeleitet und herausgegeben von Günter Gawlick und Lothar Kreimendahl, Stuttgart-Bad Cannstatt 2010.
- Mozart und die europäische Spätaufklärung, herausgegeben von Lothar Kreimendahl, Stuttgart-Bad Cannstatt 2010.
- Immanuel Kant: Der einzig mögliche Beweisgrund zu einer Demonstration des Daseins Gottes. Historisch-kritische Edition, kommentiert, mit Anmerkungen versehen und herausgegeben von Lothar Kreimendahl und Michael Oberhausen, Hamburg 2011.
- David Hume: Dialoge über die natürliche Religion, übersetzt, eingeleitet, kommentiert und herausgegeben von Lothar Kreimendahl, Hamburg 2016.
- Immanuel Kant: Neue Reflexionen. Die frühen Notate zu Baumgartens »Metaphysica«, mit einer Edition der dritten Auflage dieses Werks, hrsg. von Günter Gawlick, Lothar Kreimendahl und Werner Stark in Zusammenarbeit mit Michael Oberhausen und Michael Trauth, Stuttgart-Bad Cannstatt 2019.
- Immanuel Kant: Träume eines Geistersehers, erläutert durch Träume der Metaphysik. Mit einer Einleitung und Erläuterungen herausgegeben von Lothar Kreimendahl und Michael Oberhausen, Hamburg 2022.